# Bakwé
Das Bakwé (ISO 639-3: bjw) ist eine Krusprache, die von insgesamt 10.300 Personen in der Region Bas-Sassandra in den Departements Sassandra, Soubre und San-Pédro in der Elfenbeinküste gesprochen wird.
Sie ist der Sprache Godié [god] sehr ähnlich und zählt zur Sprachfamilie der Niger-Kongo-Sprachen. Bakwé hat verschiedene Dialekte: defa, deple, dafa, nigagba und nyinagbi. Zusammen mit der Sprache Wane [hwa] bildet sie innerhalb der Gruppe der östlichen Krusprachen die Gruppe Bakwé.